# Хенриета Аделхайд Савойска
Хенриета Аделхайд Савойска (на италиански: Enrichetta Adelaide di Savoia, на немски: Henriette Adelheid Maria von Savoyen; * 6 ноември 1636, Замък Валентино, Торино, Савойско херцогство; † 13 юни 1676, Мюнхен, Курфюрство Бавария) е принцеса на Савоя и чрез брак курфюрстиня на Бавария.

## Произход
Дъщеря е на херцог Виктор Амадей I Савойски (* 1587, † 1637), 12-и херцог на Савоя (1630 – 1637) и принц на Пиемонт, и на съпругата му принцеса Мария Кристина Бурбон-Френска (* 1606, † 1663). Нейни дядо и баба по бащина линия са херцогът на Савоя Карл Емануил I Савойски и Каталина Испанска, дъщеря на испанския крал Филип II Испански и на френската принцеса Елизабет дьо Валоа, а по майчина – френският крал Анри IV и Мария де Медичи, по майчина линия племенница на крал Луи XIII. Има трима братя и три сестри:
- Лудвиг Амадей (* 1622, † 1628), принц на Савоя
- Лудовика Кристина (* 1629, † 1692), принцеса на Савоя, съпруга на чичо си кардинал Маврикий Савойски
- Франц Хиацинт (* 1632, † 1638), 13-и херцог на Савоя (1637 – 1638)
- Карл Емануил II (* 1634, † 1675), 14-и херцог на Савоя (1638 – 1675), съпруг на Мария Йоанна Батиста Савойска-Немур
- Маргарита Виоланта (* 1635, † 1663), херцогиня на Парма и Пиаченца като съпруга на Ранучо II Фарнезе
- Катерина Беатрис (* 1636, † 1637), принцеса на Савоя

## Биография

### Ранни години
Когато Хенриета е на годинка, баща ѝ умира.
На 8 декември 1650 г. 14-годишната девойка е омъжена тържествено в Катедралата на Торино чрез представител за баварския престолонаследник и бъдещ курфюрст Фердинанд Мария от династията Вителсбахи. Мястото на отсъстващия годеник взема нейният брат Карл Емануил II.
Бракът се връща към инициативата на кардинал Мазарини, който предлага брачния проект в съобщение до баварските пратеници, които са в испанския двор през 1647 г. Савойският брак обаче не е първият избор за нито една от страните. Дълго време майката на Хенриета иска да я омъжи за френския престолонаследник, който по-късно става Кралят Слънце Луи XIV. Мюнхенският двор пък се интересува от булка, която по възможност да говори немски език, но при всички положения да е католичка. Преди подписването на брачния договор мюнхенският двор получава обширна информация за савойското херцогско семейство и изпраща шпионина Фердинандо Егартнер в Торино под псевдонима „Алоиз Рици“. Неговите секретни доклади, които потвърждават вече легендарната красота на Хенриета Аделхайд, карат баварския курфюрст Максимилиан I да настоява синът му да се ожени за нея, а не за сестра ѝ Маргарита.

### Курфюрстиня на Бавария
Поради смъртта на баща си Фердинанд Мария става курфюрст на Бавария само година след сватбата, а Хенриета Аделхайд става курфюстиня на страна, на чиято земя никога не е стъпвала. На 16 май 1652 г. тя тръгва с шествие от 336 коне и 350 товарни коли за Мюнхен, където пристига на 21 юни. Двойката се среща за пръв път в Куфщайн. За разпознаване Фердинанд ѝ дава писмо от майка ѝ. На 25 юни 1652 г. тя се омъжва отново в Мюнхен за Фердинанд, който година по-късно става курфюрст на мястото на умрелия си баща.
Поради дълготрайната си бездетност тя остава през 1659 г. с антуража си на лечение в Бад Хайлбрун. Лечението е успешно и до днес престоят ѝ отбелязва т. нар. извор „Аделхайд“, кръстен на нея през 1832 г.
През 1663 г. тя основава Конгрегацията на благородните слугини на Мария.

Като курфюрстиня Аделхайд е важна съветничка на съпруга си. Тя оказва силно влияние върху политиката на Бавария в полза на Франция, което в крайна сметка води до Антихабсбургски съюз между Бавария и Франция. Един от резултатите от съюза е бракът на най-голямата ѝ дъщеря Мария Анна с нейния братовчед Луи дьо Бурбон, дофин на Франция през 1680 г.
Тя участва в строежа на Дворец „Нимфенбург“ и на Театинската църква в Мюнхен. Привлича чуждестранни хора на изкуството в Мюнхенския двор като например художничката Изабела Мария дел Поцо, които въвеждат в двора любовта към италианската опера. Празненствата, които тя организира, се славят с пищността си, до момента, когато на 9 април 1674 г. опустошителен пожар унищожава Мюнхенската резиденция. В отсъствието на Фердинанд тя спасява децата си боса и с риск за живота, вследствие на което хваща настинка, която довежда до смъртта ѝ след две години страдание.

### Смърт
Аделхайд умира на 13 юни 1676 г. в Дворец „Нимфенбург“ в Мюнхен на 39-годишна възраст. Погребана е в ковчег в княжеската гробница на Театинската църква в Мюнхен, за чието изграждане е помогнала. Също така в криптата почиват отделно в калаен съд нейното сърце и вътрешности. След смъртта ѝ библиотеката ѝ отива в Баварската държавна библиотека в Мюнхен.

## Брак и потомство
∞ 8 декември 1650 в Торино чрез представител, 16 юни 1652 г. в Мюнхен за Фердинанд Мария (* 31 октомври 1636, Мюнхен; † 26 май 1679, Шлайсхайм), курфюрст на Бавария (1651 – 1679), от когото има пет сина и три дъщери:
- Мария Анна Виктория Баварска (* 28 ноември 1660, Мюнхен, Курфюрство Бавария; † 20 април 1690, Версай, Кралство Франция), чез брак дофина на Франция, ∞ 7 март 1680 в Шалон сюр Марн за Луи дьо Бурбон, велик дофин на Франция (* 1 ноември 1661; † 14 април 1711), първороден син на крал Луи XIV и съпругата му Мария-Тереза Испанска. Двамата имат трима сина.
- Максимилиан Емануел II Баварски (* 11 юли 1662, Мюнхен; † 26 февруари 1726, Мюнхен), курфюрст на Бавария (1679 – 1726); ∞ 1. 15 юли 1685 във Виена за Мария Антония Австрийска († 1692), дъщеря на император Леополд I и неговата съпруга, инфанта Маргарита-Тереза Испанска. Имат трима сина. 2. 2 януари 1695 във Везел за принцеса Тереза Кунегунда Собиеска от Полша († 1730), дъщеря на полския крал Ян III Собиески и неговата съпруга Мария Кажимера. Имат девет сина и една дъщеря.
- Луиза Маргарита Антония Баварска (* 18 септември 1663, Мюнхен; † 10 ноември 1665, Мюнхен)
- Лудвиг Амадей Виктор Баварски (* 6 април 1665, Мюнхен; † 11 декември 1665, Мюнхен)
- Мъртво бебе (*/† 1666)
- Кайетан Мария Франц Баварски (* 2 май 1670, Мюнхен; † 7 декември 1670, Мюнхен)
- Йозеф Клеменс Баварски (* 5 декември 1671, Мюнхен; † 12 ноември 1723, Бон), курфюрст и архиепископ на Курфюрство Кьолн (1688 – 1723), епископ на Хилдесхайм (1702 – 1723), Регенсбург (1685 – 1716), Фрайзинг (1685 – 1694) и Лиеж (1694 – 1723), херцог на Вестфалия. Има две извънбрачни деца.
- Виоланта Беатрикс Баварска (* 23 януари 1673, Мюнхен; † 29 май 1731, Флоренция), принцеса на Бавария и чрез брак велика принцеса на Велико херцогство Тоскана, губернаторка на Сиена (1717 – 1731); ∞ 19 януари 1689 във Флоренция за Фердинандо де Медичи (* 9 август 1663, Флоренция, † 31 октомври 1713, Флоренция), наследствен велик принц на Тоскана, от когото няма деца.

- Децата на Хенриета Аделхайд
- Ателие на Франсоа дьо Трой, Мария Анна Кристина Виктория (ок. 1680)
- Андреа Мьолер, Максимилиан II Емануел (ок. 1726)
- Жозеф Вивиан, Йозеф Клеменс (1-ва пол. на 18 век)
- Николо Касана, Виоланта Беатрикс (кр. на 17 век)

## Галерия
- Пол Миняр, Принцеса Хенриета Аделхайд (1636)
- Мелхиор Кюсел, Курфюрстиня Хенриета Аделхайд 
 (1659)
- Себастиано Бомбели, Курфюрст Фердинанд Мария с Хенриета Аделхайд (1666)
- Жан Дьоламонс, Хенриета Аделхайд Савойска (ок. 1674)
- Хенриета Аделхайд Савойска (17 век)